# Empoli Ladies FBC 2017-2018
Questa voce raccoglie le informazioni riguardanti la Società Sportiva Dilettantistica Empoli Ladies FBC nelle competizioni ufficiali della stagione 2017-2018.

## Rosa
Rosa come da sito societario.
| N. |                   | Ruolo | Calciatrice        |
| -- | ----------------- | ----- | ------------------ |
| 1  | Italia (bandiera) | P     | Silvia Vicenzi     |
| 3  | Italia (bandiera) | D     | Lucia Di Guglielmo |
| 4  | Italia (bandiera) | D     | Melissa Venturini  |
| 5  | Italia (bandiera) | D     | Costanza Esperti   |
| 6  | Italia (bandiera) | C     | Elisa Caucci       |
| 7  | Italia (bandiera) | A     | Cecilia Prugna     |
| 8  | Italia (bandiera) | C     | Giulia Orlandi     |
| 9  | Italia (bandiera) | A     | Caterina Bargi     |
| 10 | Italia (bandiera) | A     | Giulia Mastalli    |
| 12 | Italia (bandiera) | P     | Giorgia Bulleri    |
| 13 | Italia (bandiera) | D     | Debora Naticchioni |
| 14 | Italia (bandiera) | D     | Aurora De Rita     |

| N. |                   | Ruolo | Calciatrice           |
| -- | ----------------- | ----- | --------------------- |
| 15 | Italia (bandiera) | A     | Benedetta Orsi        |
| 17 | Italia (bandiera) | A     | Arianna Acuti         |
| 18 | Italia (bandiera) | C     | Ilaria Borghesi       |
| 19 | Italia (bandiera) | D     | Simona Parrini        |
| 20 | Italia (bandiera) | C     | Francesca Meropini    |
| 22 | Italia (bandiera) | P     | Rachele Baldi         |
| 23 | Italia (bandiera) | A     | Giada Morucci         |
| 24 | Italia (bandiera) | C     | Bianca Valoriani      |
| 25 | Italia (bandiera) | C     | Norma Cinotti         |
| 52 | Italia (bandiera) | D     | Martina Fusini        |
| 85 | Italia (bandiera) | D     | Maria Luisa Filangeri |
| 99 | Italia (bandiera) | A     | Ginevra Lo Vecchio    |

## Calciomercato

### Sessione estiva
| Acquisti | Acquisti              | Acquisti          | Acquisti |
| R.       | Nome                  | da                | Modalità |
| -------- | --------------------- | ----------------- | -------- |
| P        | Silvia Vicenzi        | Chieti            | [ 2 ]    |
| D        | Maria Luisa Filangeri | Nebrodi           | [ 3 ]    |
| D        | Martina Fusini        | Fiorentina        | [ 4 ]    |
| D        | Debora Naticchioni    | Latina            | [ 5 ]    |
| C        | Giulia Orlandi        | Fiorentina        | prestito |
| A        | Caterina Bargi        | Amicizia Lagaccio | [ 7 ]    |
| A        | Virginia Galluzzi     | Lucchese          |          |
| A        | Benedetta Orsi        | Reggiana          | prestito |

| Cessioni | Cessioni        | Cessioni       | Cessioni |
| R.       | Nome            | a              | Modalità |
| -------- | --------------- | -------------- | -------- |
| P        | Anna Landi      | Lucchese       | prestito |
| P        | Ilaria Leoni    | Florentia S.G. | [ 11 ]   |
| D        | Marta Varriale  | Valpolicella   | [ 12 ]   |
| C        | Claudia Ferrara | ???            |          |
| A        | Jessica Di Lupo | Lucchese       | [ 13 ]   |

### Sessione invernale
|  |

| Cessioni | Cessioni           | Cessioni       | Cessioni |
| R.       | Nome               | a              | Modalità |
| -------- | ------------------ | -------------- | -------- |
| D        | Debora Naticchioni | Arezzo         |          |
| A        | Virginia Galluzzi  | Sassari Torres |          |

## Risultati

### Serie A

#### Girone di andata
| Arbitro: | Davide Giacometti (Gubbio) |

|             |           |            |
| Bargi 90+3’ | Marcatori | 40’ Errico |

| Arbitro: | Matteo Franzoni (Lovere) |

|                      |           |  |
| Riboldi 41’ Boni 57’ | Marcatori |  |

| Arbitro: | Marco Marchioni (Rieti) |

|                  |           |                                            |
| Bargi 80’ (rig.) | Marcatori | 10’ Franssi 20’ Galli 69’ Caruso 76’ Zelem |

| Arbitro: | Silvia Gasperotti (Rovereto) |

|  |           |           |
|  | Marcatori | 70’ Acuti |

| Arbitro: | Angelo Moretti (Città di Castello) |

|  |           |                                       |
|  | Marcatori | 11’, 45’, 61’ Martinovic 26’ Ciccotti |

| Arbitro: | Luca Selvatici (Rovigo) |

|                                    |           |               |
| Brumana 68’, 81’, 89’ Clelland 80’ | Marcatori | 90+1’ Orlandi |

| Arbitro: | Stefano Peletti (Crema) |

|                         |           |           |
| Þorvaldsdóttir 59’, 78’ | Marcatori | 89’ Bargi |

| Arbitro: | Fabrizio Pacella (Roma) |

|  |           |                 |
|  | Marcatori | 6’ Parascandolo |

| Arbitro: | Kevin Bonacina (Bergamo) |

|  |           |           |
|  | Marcatori | 74’ Bargi |

| Arbitro: | Stefania Menicucci (Lanciano) |

|  |           |                                                |
|  | Marcatori | 35’, 50’ (rig.), 86’ Girelli 40’, 53’ Giacinti |

| Arbitro: | Alessio Ferranti (Perugia) |

|            |           |  |
| Linari 85’ | Marcatori |  |

#### Girone di ritorno
| Arbitro: | Emanuele Tartarone (Frosinone) |

|                 |           |                                 |
| Errico 58’, 74’ | Marcatori | 65’ Cinotti 76’ (rig.) Mastalli |

| Arbitro: | Federico Spinetti (Albano Laziale) |

|                    |           |                                            |
| Mastalli 8’ (rig.) | Marcatori | 18’, 82’ Coppola 78’ (rig.) Boni 88’ Mason |

| Arbitro: | Anna Scapolo (Padova) |

|                                         |           |  |
| Bonansea 18’ Franssi 52’, 89’ Galli 56’ | Marcatori |  |

| Arbitro: | Agostino De Santis (Campobasso) |

|  |           |                                      |
|  | Marcatori | 44’ (rig.), 90+1’ (rig.) Alborghetti |

| Arbitro: | Antonio Di Reda (Molfetta) |

|                                |           |            |
| Nagni 13’ Simonetti 52’ (rig.) | Marcatori | 70’ Prugna |

| Arbitro: | Sebastian Petrov (Roma) |

|  |           |                                           |
|  | Marcatori | 26’, 88’ Mascarello 41’ Eržen 68’ Brumana |

| Arbitro: | Davide Giacometti (Gubbio) |

|            |           |                                                                  |
| Prugna 13’ | Marcatori | 22’, 43’ Dupuy 66’ (rig.) Kostova 75’ Kongoulī 83’ (rig.) Soffia |

| Arbitro: | Niccolò Fucci (Salerno) |

|          |           |                            |
| Manno 5’ | Marcatori | 17’ Orlandi 45’, 66’ Acuti |

| Arbitro: | Michele Cirio (Savona) |

|  |           |                                        |
|  | Marcatori | 22’ Tarenzi 33’, 76’ Costi 51’ Tudisco |

| Arbitro: | Sergio Palmieri (Conegliano) |

|                                          |           |              |
| Giacinti 1’, 58’ Sikora 17’ Sabatino 74’ | Marcatori | 63’ Mastalli |

| Arbitro: | Anna Scapolo (Padova) |

|            |           |                                  |
| Prugna 67’ | Marcatori | 21’ Mauro 59’ Bonetti 75’ Parisi |

### Coppa Italia

#### Primo turno
Triangolare T21
| Arbitro: | Giovanni Gallà (Pistoia) |

|  |           |                          |
|  | Marcatori | 22’, 29’ Bargi 33’ Acuti |

| Arbitro: | Silvio Torreggiani (Civitavecchia) |

|                     |           |  |
| Bargi ?’ Morucci ?’ | Marcatori |  |

#### Secondo turno
| Arbitro: | Davide Giacometti (Gubbio) |

|                                   |           |                            |
| Bargi 23’ Cinotti 60’ Orlandi 79’ | Marcatori | 5’ Vicchiarello 13’ Gnisci |

#### Terzo turno
| Arbitro: | Marco Marchioni (Rieti) |

|                                     |           |                                                        |
| Bargi 28’, 71’ Bartoli 90+4’ (aut.) | Marcatori | 45+1’ Caccamo 76’ Bonetti 79’ (rig.) Linari 86’ Guagni |

## Statistiche

### Statistiche di squadra
| Competizione | Punti | In casa | In casa | In casa | In casa | In casa | In casa | In trasferta | In trasferta | In trasferta | In trasferta | In trasferta | In trasferta | Totale | Totale | Totale | Totale | Totale | Totale | DR  |
| Competizione | Punti | G       | V       | N       | P       | Gf      | Gs      | G            | V            | N            | P            | Gf           | Gs           | G      | V      | N      | P      | Gf     | Gs     | DR  |
| ------------ | ----- | ------- | ------- | ------- | ------- | ------- | ------- | ------------ | ------------ | ------------ | ------------ | ------------ | ------------ | ------ | ------ | ------ | ------ | ------ | ------ | --- |
| Serie A      | 11    | 11      | 0       | 1       | 10      | 5       | 37      | 11           | 3            | 1            | 7            | 11           | 22           | 22     | 3      | 2      | 17     | 16     | 59     | -43 |
| Coppa Italia | -     | 3       | 2       | 0       | 1       | 8       | 6       | 1            | 1            | 0            | 0            | 3            | 0            | 4      | 3      | 0      | 1      | 11     | 6      | +5  |
| Totale       | -     | 14      | 2       | 1       | 11      | 13      | 43      | 12           | 4            | 1            | 7            | 14           | 22           | 26     | 6      | 2      | 18     | 27     | 65     | -38 |

### Andamento in campionato
| Giornata  | 1 | 2 | 3  | 4 | 5  | 6  | 7  | 8  | 9  | 10 | 11 | 12 | 13 | 14 | 15 | 16 | 17 | 18 | 19 | 20 | 21 | 22 |
| --------- | - | - | -- | - | -- | -- | -- | -- | -- | -- | -- | -- | -- | -- | -- | -- | -- | -- | -- | -- | -- | -- |
| Luogo     | C | T | C  | T | C  | T  | T  | C  | T  | C  | T  | T  | C  | T  | C  | T  | C  | C  | T  | C  | T  | C  |
| Risultato | N | P | P  | V | P  | P  | P  | P  | V  | P  | P  | N  | P  | P  | P  | P  | P  | P  | V  | P  | P  | P  |
| Posizione | 5 | 8 | 10 | 8 | 10 | 10 | 10 | 11 | 10 | 10 | 10 | 10 | 10 | 11 | 11 | 12 | 12 | 12 | 12 | 12 | 12 | 12 |

Legenda:

Luogo: C = Casa; T = Trasferta. Risultato: V = Vittoria; N = Pareggio; P = Sconfitta.

### Statistiche delle giocatrici
| Giocatore       | Serie A  | Serie A | Serie A     | Serie A    | Coppa Italia | Coppa Italia | Coppa Italia | Coppa Italia | Totale   | Totale | Totale      | Totale     |
| Giocatore       | Presenze | Reti    | Ammonizioni | Espulsioni | Presenze     | Reti         | Ammonizioni  | Espulsioni   | Presenze | Reti   | Ammonizioni | Espulsioni |
| --------------- | -------- | ------- | ----------- | ---------- | ------------ | ------------ | ------------ | ------------ | -------- | ------ | ----------- | ---------- |
| A. Acuti        | 19       | 3       | 0           | 0          | 3            | 1            | 0            | 0            | 22       | 4      | 0           | 0          |
| R. Baldi        | 11       | -24     | 0           | 0          | -            | -            | -            | -            | 11       | -24    | 0           | 0          |
| C. Bargi        | 22       | 4       | 1           | 0          | 4            | 6            | 0            | 0            | 26       | 10     | 1           | 0          |
| I. Borghesi     | 11       | 0       | 2           | 0          | 3            | 0            | 0            | 0            | 14       | 0      | 2           | 0          |
| G. Bulleri      | 0        | 0       | 0           | 0          | 0            | 0            | 0            | 0            | 0        | 0      | 0           | 0          |
| E. Caucci       | 14       | 0       | 0           | 0          | 3            | 0            | 0            | 0            | 17       | 0      | 0           | 0          |
| N. Cinotti      | 19       | 1       | 1           | 0          | 2            | 1            | 0            | 0            | 21       | 2      | 1           | 0          |
| A. De Rita      | -        | -       | -           | -          | -            | -            | -            | -            | -        | -      | -           | -          |
| L. Di Guglielmo | 15       | 0       | 3           | 0          | 2            | 0            | 0            | 0            | 17       | 0      | 3           | 0          |
| C. Esperti      | 20       | 0       | 1           | 1          | 3            | 0            | 0            | 0            | 23       | 0      | 1           | 1          |
| M. Filangeri    | 22       | 0       | 5           | 0          | 3            | 0            | 0            | 0            | 25       | 0      | 5           | 0          |
| M. Fusini       | 3        | 0       | 1           | 0          | 1            | 0            | 0            | 0            | 4        | 0      | 1           | 0          |
| V. Galluzzi     | -        | -       | -           | -          | -            | -            | -            | -            | -        | -      | -           | -          |
| G. Lo Vecchio   | 4        | 0       | 0           | 0          | 1            | 0            | 0            | 0            | 5        | 0      | 0           | 0          |
| G. Mastalli     | 18       | 3       | 4           | 0          | 3            | 0            | 0            | 0            | 21       | 3      | 4           | 0          |
| F. Meropini     | 13       | 0       | 0           | 0          | 3            | 0            | 0            | 0            | 16       | 0      | 0           | 0          |
| G. Morucci      | 15       | 0       | 1           | 0          | 2            | 1            | 0            | 0            | 17       | 1      | 1           | 0          |
| D. Naticchioni  | 0        | 0       | 0           | 0          | 1            | 0            | 0            | 0            | 1        | 0      | 0           | 0          |
| G. Orlandi      | 21       | 2       | 5           | 0          | 3            | 1            | 0            | 0            | 24       | 3      | 5           | 0          |
| B. Orsi         | 16       | 0       | 0           | 0          | 2            | 0            | 0            | 0            | 18       | 0      | 0           | 0          |
| S. Parrini      | 20       | 0       | 3           | 0          | 2            | 0            | 0            | 0            | 22       | 0      | 3           | 0          |
| C. Prugna       | 19       | 3       | 1           | 1          | 3            | 0            | 0            | 0            | 22       | 3      | 1           | 1          |
| B. Valoriani    | 0        | 0       | 0           | 0          | 0            | 0            | 0            | 0            | 0        | 0      | 0           | 0          |
| M. Venturini    | 11       | 0       | 2           | 0          | 1            | 0            | 0            | 0            | 12       | 0      | 2           | 0          |
| S. Vicenzi      | 11       | -35     | 0           | 0          | 3            | -6           | 0            | 0            | 14       | -41    | 0           | 0          |